# اوجی (توفان بی‌لی)
اوجی (به ترکی استانبولی: Evci) یک منطقهٔ مسکونی در ترکیه است که در توفانبیلی واقع شده‌است.